# Toru Hasegawa
Toru Hasegawa (長谷川 徹 Hasegawa Tōru?, nacido el 11 de diciembre de 1988 en Seto, Aichi) es un futbolista japonés que se desempeña como guardameta.

## Trayectoria

### Clubes
| Club             | País  | Año         |
| ---------------- | ----- | ----------- |
| Nagoya Grampus   | Japón | 2007 - 2011 |
| Tokushima Vortis | Japón | 2011 -      |

## Estadística de carrera

### J. League
| Club                 | Año   | J. League | J. League | Copa J. League | Copa J. League | Total | Total |
| Club                 | Año   | Part.     | Goles     | Part.          | Goles          | Part. | Goles |
| -------------------- | ----- | --------- | --------- | -------------- | -------------- | ----- | ----- |
| Nagoya Grampus Eight | 2007  | 0         | 0         | 2              | 0              | 2     | 0     |
| Nagoya Grampus       | 2008  | 0         | 0         | 0              | 0              | 0     | 0     |
| Nagoya Grampus       | 2009  | 1         | 0         | 0              | 0              | 1     | 0     |
| Nagoya Grampus       | 2010  | 0         | 0         | 0              | 0              | 0     | 0     |
| Nagoya Grampus       | 2011  | 0         | 0         | 0              | 0              | 0     | 0     |
| Tokushima Vortis     | 2011  | 0         | 0         | -              | -              | 0     | 0     |
| Tokushima Vortis     | 2012  | 1         | 0         | -              | -              | 1     | 0     |
| Tokushima Vortis     | 2013  | 6         | 0         | -              | -              | 6     | 0     |
| Tokushima Vortis     | 2014  | 27        | 0         | 1              | 0              | 28    | 0     |
| Tokushima Vortis     | 2015  | 37        | 0         | -              | -              | 37    | 0     |
| Tokushima Vortis     | 2016  | 28        | 0         | -              | -              | 28    | 0     |
| Tokushima Vortis     | 2017  | 28        | 0         | -              | -              | 28    | 0     |
| Total                | Total | 128       | 0         | 3              | 0              | 131   | 0     |